# 藤田昌士
藤田 昌士（ふじた しょうじ、1934年 - 2022年9月11日）は、日本の教育学者。京城（現ソウル）生まれ。1956年東京大学経済学部卒業。東京都大田区立大森第二中学校教諭。1964年東京大学大学院教育学研究科博士課程中退。東京大学教育学部助手、国立教育研究所員を経て、同研究所第4研究部第5研究室長。のちに福島大学教育学部教授、立教大学文学部教授、帝京平成大学情報学部教授。日本大学芸術学部非常勤講師。専門は道徳教育、生活指導、学校教育。英米の道徳教育、ローレンス・コールバーグの発達認知心理学の紹介を行い、世界の道徳教育の比較研究の結果を基礎として、道徳教育、生活指導、学級経営等に関する提言を行っている。
コールバーグの発達段階論の最高段階である「正義」の段階について、コールバーグらによる正義の定義の欧米文化あるいはキリスト教文化への傾斜の可能性を指摘した。また、戦前教育の徳目の中で「孝」の概念に今日において再考すべき価値の検討を留保した。

## 論文
- 「テレビ学校放送と授業との関連に関する調査研究」国立教育研究所紀要第80集、1972年
- 「児童・生徒の発達段階に即した小・中学校「道徳」指導の改善」（福島大学における共同研究）、1986年
- 「大学の入学試験制度の改善に関する総合的研究-私立大学における入学試験の改革動向を中心に」（立教大学における共同研究）、1999年

## 著書
- 『現代教育評価講座 第7巻―保健体育 道徳』（波多野義郎と共著）第一法規出版、1978年
- 『講座日本の学力11 道徳と教育』日本標準、1979年
- 『道徳教育の実践―自主的な子どもをどう育てるか』（宇田川宏と共編）総合労働研究所、1981年
- 『イギリス学校協議会の道徳教育カリキュラム―「ライフラインの計画」の検討』、国立教育研究所第4研究部第5研究室、1982年
- 『史料道徳教育－その歴史・現状・課題』（中野光と共編）総合労働研究所、1982年
- 『小学校学級経営の創造 (6年)』（岡田イチ子と共著）国土社、1983年
- 『小学校学級経営の創造 (2年)』（柴田義松と共著）国土社、1983年
- 『小学校学級経営の創造 (3年)』（柴田義松と共著）国土社、1983年
- 『小学校学級経営の創造 (1年)』（柴田義松と共著）国土社、1983年
- 『小学校学級経営の創造 (4年)』（河野幹雄と共著）国土社、1984年
- 『道徳教育－その歴史・現状・課題』エイデル研究所、1985年
- 『スポーツ「部活」』（今橋盛勝、林量俶、武藤芳照と共編）、1987年
- 『どうする「日の丸・君が代」教育』（山住正己、梅原利夫と共著）労働旬報社、1990年
- 『「道徳」授業をのりこえる』（宇田川宏、大畑佳司と共著）明治図書出版、1991年
- 『子どもの権利と生活指導（子どもの権利を生かす生活指導第1巻）』（編著）一葉書房、1993年
- 『日本の教育課題4　生活の指導と懲戒・体罰』東京法令出版、1996年
- 『学校教育と愛国心－戦前・戦後の「愛国心」教育の軌跡』学習の友社、2008年